# 不動産中央情報センター
株式会社不動産中央情報センター（ふどうさんちゅうおうじょうほうセンター）は、福岡県北九州市小倉北区に本社を置く不動産会社。